# Commerau (Großdubrau)
Commerau, obersorbisch Komorowⓘ, ist ein Ort im Osten des Landkreises Bautzen in Sachsen und gehört seit 1994 zur Gemeinde Großdubrau. Der Ort liegt in der Oberlausitz und zählt zum Siedlungsgebiet der Sorben.

## Geografie
Commerau befindet sich in der Oberlausitzer Heide- und Teichlandschaft etwa 14 Kilometer nördlich von Bautzen in der Flussaue der Kleinen Spree und am Übergang zwischen dem landwirtschaftlich genutzten Oberlausitzer Gefilde im Süden und den ausgedehnten Wald- und Teichgebieten der nördlichen Oberlausitz. Etwa zwei Kilometer nördlich liegt mit den insgesamt 18 Commerauer Teichen eine der größten Teichgruppen der Gegend.
Siedlungshistorisch ist das Dorf ein Rundweiler, der später in alle Richtungen erweitert wurde und im Süden von der Kleinen Spree begrenzt wird. Die Nachbarorte sind – von Commerau durch Wälder getrennt – Lieske und Neudorf/Spree im Nordosten, Halbendorf im Osten, Göbeln im Südosten, Särchen im Süden, sowie Kauppa und Jetscheba im Westen.

## Geschichte

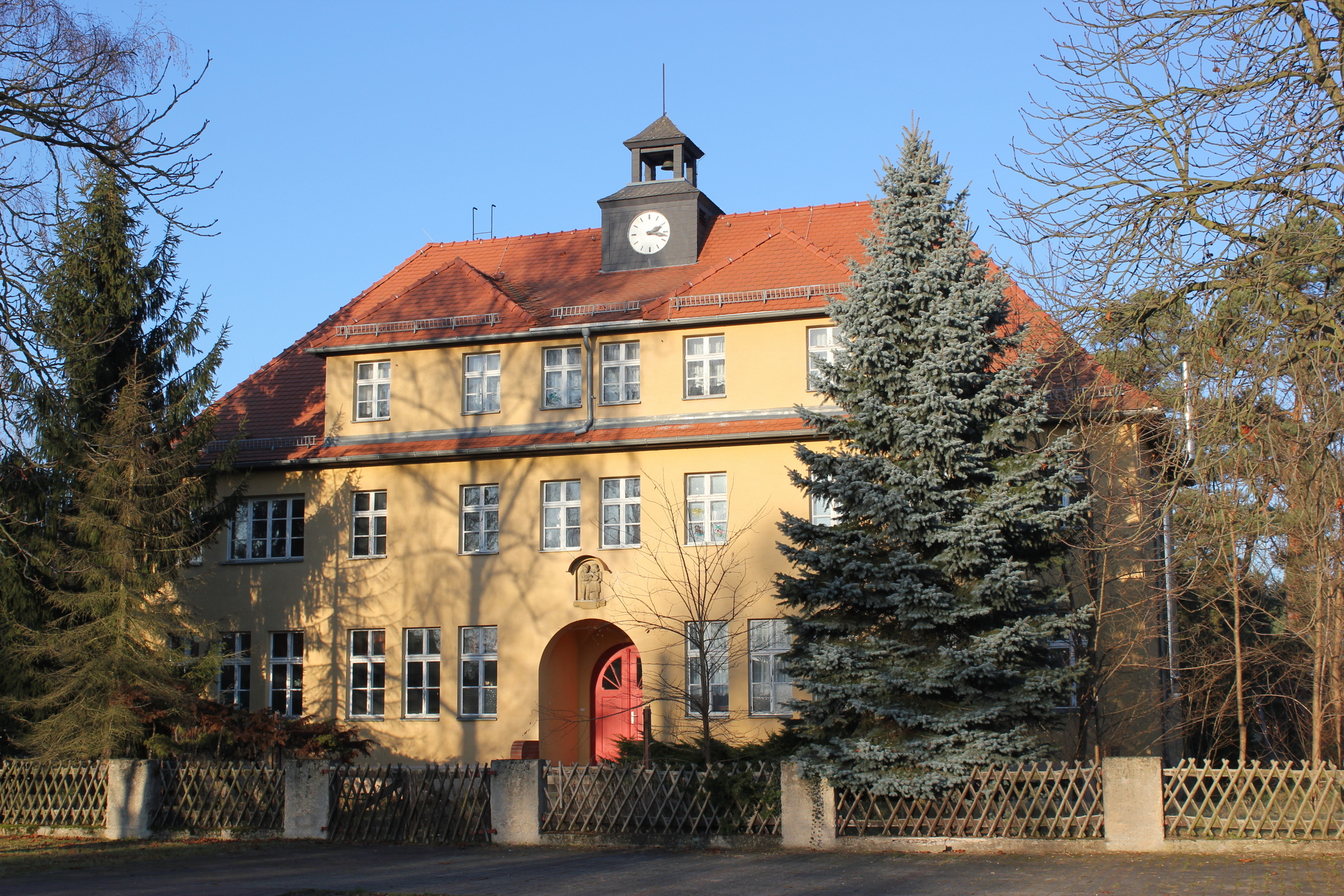
Die alte Commerauer Schule

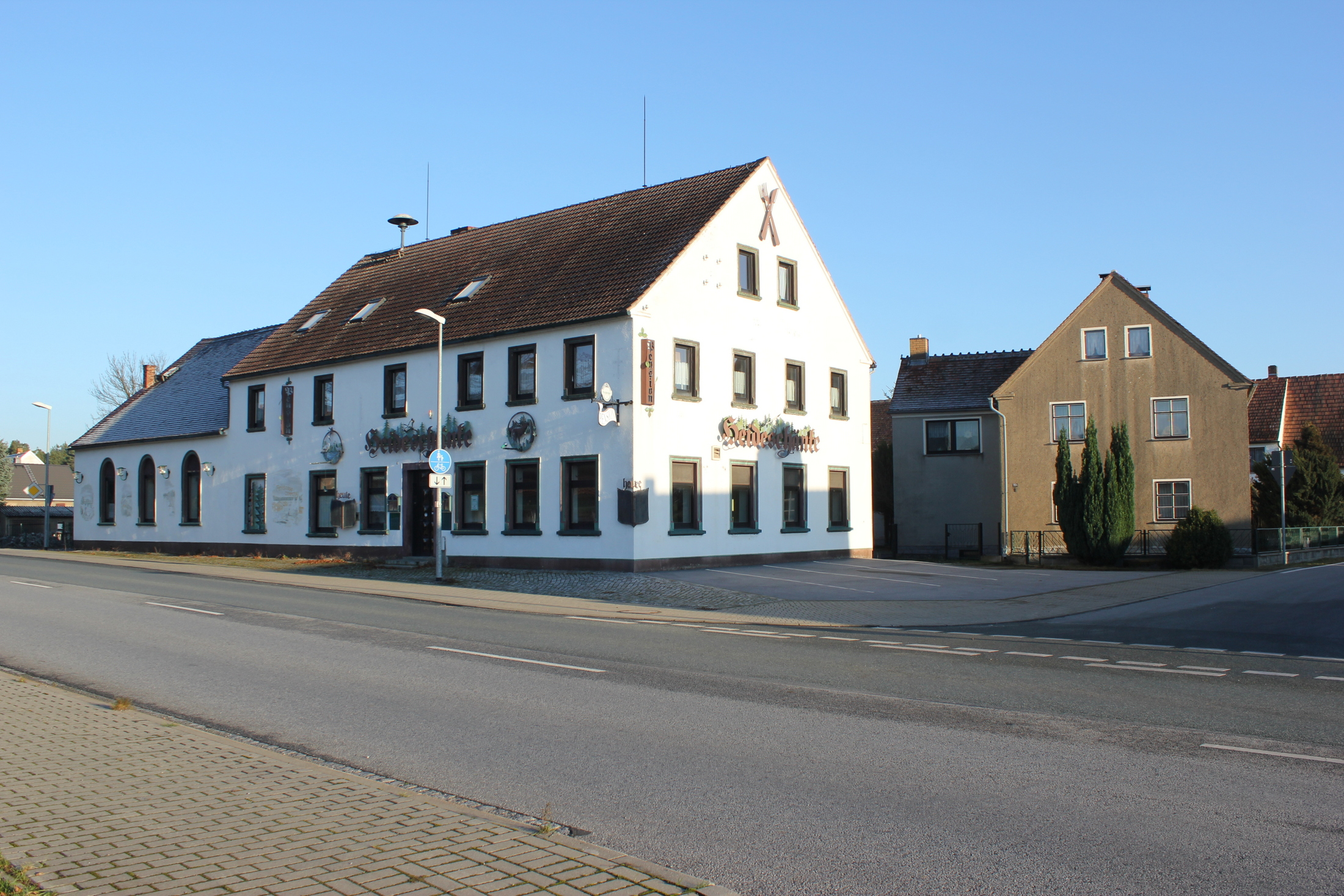
Heideschänke an der Muskauer Straße

Am nördlichen Ortsausgang wurden in den Jahren 1922 und 1926 Brandgräber aus der Bronzezeit entdeckt, die auf eine frühe Besiedlung hindeuten.
Der heutige Ort wurde erstmals 1399 als Komeraw erwähnt. Weitere verzeichnete Namensformen waren Comeraw (1419), Kummeraw (1445) und Comerow (1479). Die heutige Namensform ist erstmals 1768 erwähnt. Der Name leitet sich vom altsorbischen Wort komor für „Mücke“ (vgl. poln. komar) ab und bezieht sich auf die Lage der Siedlung in einer feuchten, sumpfigen Umgebung.
Commerau verfügte bis ins 19. Jahrhundert hinein über kein eigenes Rittergut, jedoch über ein Vorwerk des Gutes Klix am südlichen Ortsausgang. Seit 1873 gab es zudem eine Schule im Ort, die auch von den Kindern aus Kauppa, Jetscheba, Klix, Spreewiese und Göbeln besucht wurde. Die Schule wurde erst 1999 geschlossen.
Bis zum 1. Januar 1994 war Commerau eine eigenständige Landgemeinde, seit 1936 mit den Ortsteilen Göbeln und Kauppa mit Jetscheba. Dann wurde es nach Großdubrau eingemeindet.

## Bevölkerung und Sprache
Die Bevölkerungszahl stieg im 19. und 20. Jahrhundert allmählich von unter 150 im Jahr 1834 auf über 200 im Jahr 1925 an.
Für seine Statistik über die sorbische Bevölkerung in der Oberlausitz ermittelte Arnošt Muka in den achtziger Jahren des 19. Jahrhunderts eine Bevölkerungszahl von 200; darunter 168 Sorben (84 %). Ernst Tschernik zählte in der Gemeinde Commerau 1956 noch 57 % Sorben. Seitdem ist der Gebrauch des Sorbischen im Ort weiter zurückgegangen.
In den 1950er Jahren hatte die Gemeinde Commerau mit Ortsteilen bedingt durch die Ansiedlung von Heimatvertriebenen aus den Ostgebieten zeitweise knapp 700 Einwohner. Bis 1990 war die Einwohnerzahl jedoch wieder unter 500 gesunken.
Die vorwiegend evangelische Bevölkerung ist mindestens seit 1614 nach Klix gepfarrt.

## Infrastruktur
Durch Commerau verläuft die Bundesstraße 156, welche Bautzen mit Weißwasser verbindet.